# Ranoidea
Genre
Synonymes
- Dryopsophus Fitzinger, 1843
- Euscelis Fitzinger, 1843
- Pelodryas Günther, 1859 "1858"
- Cyclorana Steindachner, 1867
- Phractops Peters, 1867
- Chirodryas Keferstein, 1867
- Mitrolysis Cope, 1889
- Fanchonia Werner, 1893
- Brendanura Wells & Wellington, 1985
- Neophractops Wells & Wellington, 1985
- Mosleyia Wells & Wellington, 1985

Ranoidea est un genre d'amphibiens de la famille des Pelodryadidae.

## Systématique et taxinomie
Ce genre a été relevé de sa synonymie avec Litoria par Duellman, Marion et Hedges en 2016 sous l'appellation Dryopsophus. Ranoidea (Tschudi, 1838) étant plus ancien que Dryopsophus (Fitzinger, 1843), le genre a de nouveau été renommé.

## Répartition
Les espèces de ce genre se rencontrent en Australie, en Nouvelle-Guinée et aux Moluques.

## Liste des espèces
Selon Amphibian Species of the World (23 avril 2016) :
- Dryopsophus alboguttatus (Günther, 1867)
- Dryopsophus andiirrmalin (McDonald, 1997)
- Dryopsophus aruensis (Horst, 1883)
- Dryopsophus aureus (Lesson, 1829)
- Dryopsophus barringtonensis (Copland, 1957)
- Dryopsophus booroolongensis (Moore, 1961)
- Dryopsophus brevipes (Peters, 1871)
- Dryopsophus brongersmai (Loveridge, 1945)
- Dryopsophus bulmeri (Tyler, 1968)
- Dryopsophus caeruleus (White, 1790)
- Dryopsophus callistus (Kraus, 2013)
- Dryopsophus cavernicola (Tyler & Davies, 1979)
- Dryopsophus chloris (Boulenger, 1892)
- Dryopsophus citropus (Péron, 1807)
- Dryopsophus cryptotis (Tyler & Martin, 1977)
- Dryopsophus cultripes (Parker, 1940)
- Dryopsophus cyclorhynchus (Boulenger, 1882)
- Dryopsophus dahlii (Boulenger, 1896)
- Dryopsophus daviesae (Mahony, Knowles, Foster & Donnellan, 2001)
- Dryopsophus dayi (Günther, 1897)
- Dryopsophus dorsivenus (Tyler, 1968)
- Dryopsophus elkeae (Günther & Richards, 2000)
- Dryopsophus eschatus (Kraus & Allison, 2009)
- Dryopsophus exophthalmius (Tyler, Davies & Aplin, 1986)
- Dryopsophus fusculus (Oliver & Richards, 2007)
- Dryopsophus genimaculatus (Horst, 1883)
- Dryopsophus gilleni (Spencer, 1896)
- Dryopsophus gracilentus (Peters, 1869)
- Dryopsophus gramineus (Boulenger, 1905)
- Dryopsophus impurus (Peters & Doria, 1878)
- Dryopsophus jungguy (Donnellan & Mahony, 2004)
- Dryopsophus kroombitensis (Hoskin, Hines, Meyer, Clarke & Cunningham, 2013)
- Dryopsophus kumae (Menzies & Tyler, 2004)
- Dryopsophus lesueurii (Duméril & Bibron, 1841)
- Dryopsophus longipes (Tyler & Martin, 1977)
- Dryopsophus loricus (Davies & McDonald, 1979)
- Dryopsophus macki (Richards, 2001)
- Dryopsophus maculosus (Tyler & Martin, 1977)
- Dryopsophus maini (Tyler & Martin, 1977)
- Dryopsophus manya (Van Beurden & McDonald, 1980)
- Dryopsophus moorei (Copland, 1957)
- Dryopsophus myola (Hoskin, 2007)
- Dryopsophus nannotis (Andersson, 1916)
- Dryopsophus napaeus (Tyler, 1968)
- Dryopsophus novaehollandiae (Steindachner, 1867)
- Dryopsophus nudidigitus (Copland, 1963)
- Dryopsophus nyakalensis (Liem, 1974)
- Dryopsophus pearsonianus (Copland, 1961)
- Dryopsophus phyllochrous (Günther, 1863)
- Dryopsophus piperatus (Tyler & Davies, 1985)
- Dryopsophus platycephalus (Günther, 1873)
- Dryopsophus pratti (Boulenger, 1911)
- Dryopsophus raniformis (Keferstein, 1867)
- Dryopsophus rarus (Günther & Richards, 2005)
- Dryopsophus rheocolus (Liem, 1974)
- Dryopsophus rivicola (Günther & Richards, 2005)
- Dryopsophus robinsonae (Oliver, Stuart-Fox & Richards, 2008)
- Dryopsophus sauroni (Richards & Oliver, 2006)
- Dryopsophus serratus (Andersson, 1916)
- Dryopsophus spenceri (Dubois, 1984)
- Dryopsophus splendidus (Tyler, Davies & Martin, 1977)
- Dryopsophus subglandulosus (Tyler & Anstis, 1983)
- Dryopsophus vagitus (Tyler, Davies & Martin, 1981)
- Dryopsophus verrucosus (Tyler & Martin, 1977)
- Dryopsophus wilcoxi (Günther, 1864)
- Dryopsophus xanthomera (Davies, McDonald & Adams, 1986)

## Publication originale
- Tschudi, J. J. v. 1838 : Classification der Batrachier mit Berücksichtigung der fossilen Thiere dieser Abtheilung der Reptilien.
- Fitzinger, 1843 : Systema Reptilium, fasciculus primus, Amblyglossae. Braumüller et Seidel, Wien, p. 1-106. (texte intégral).